# Nissan Diesel Condor
UD Condor, до 2010 року Nissan Diesel Condor — сімейство вантажівок середньої вантажопідйомності, що виробляються Nissan Diesel (з 2010 року називається UD Trucks) з 1975 року.
У Сполучених Штатах, його основні конкуренти Bering MD, Chevrolet W-Series, GMC W-Series, Isuzu FRR/FSR/FTR і Mitsubishi Fuso FK. В Японії, основні конкуренти Isuzu Forward, Mitsubishi Fuso Fighter і Hino Ranger.
28 липня 2017 року представлено п'яте покоління Condor, яке відповідно до угоди між UD Trucks та Isuzu, розроблене на основі Isuzu Forward.

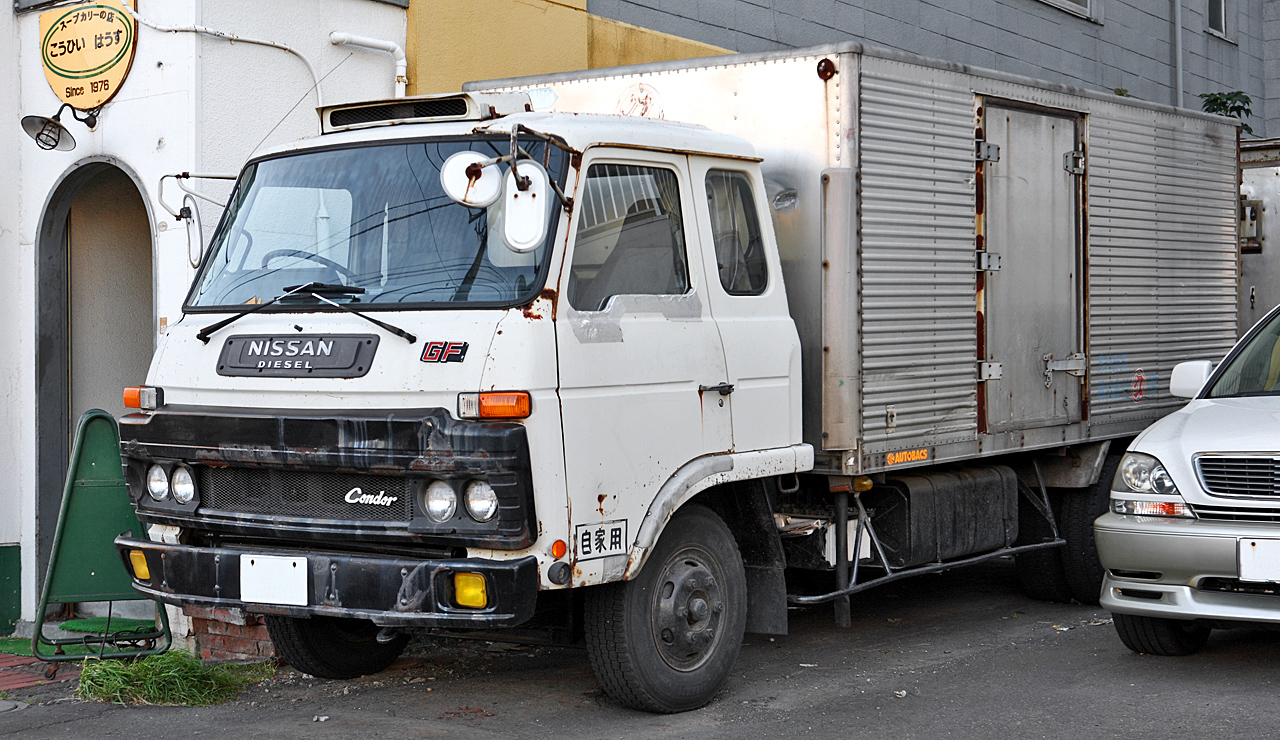
Nissan Diesel Condor 1 (1975-1983)
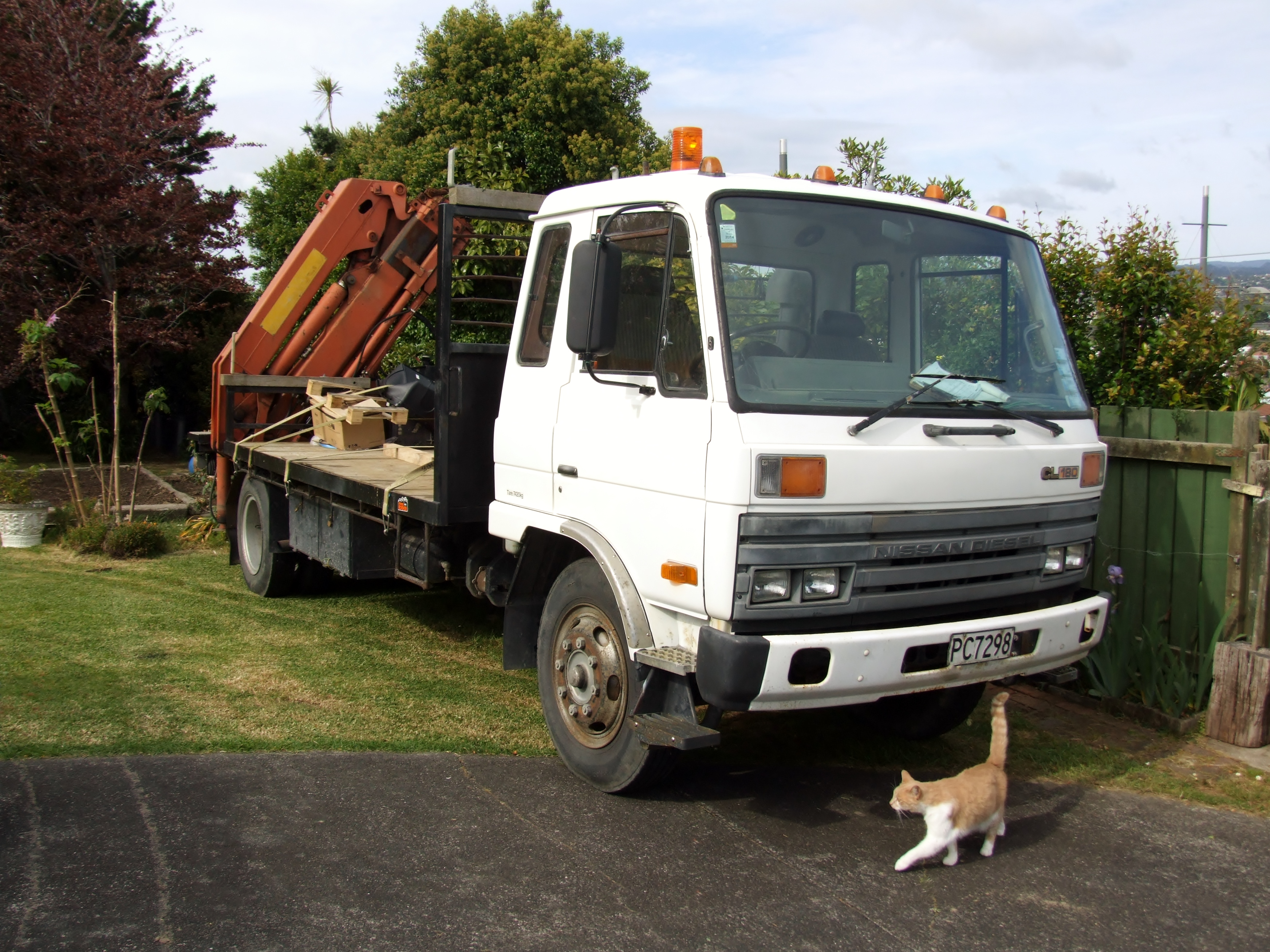
Nissan Diesel Condor 2 (1983-1993)
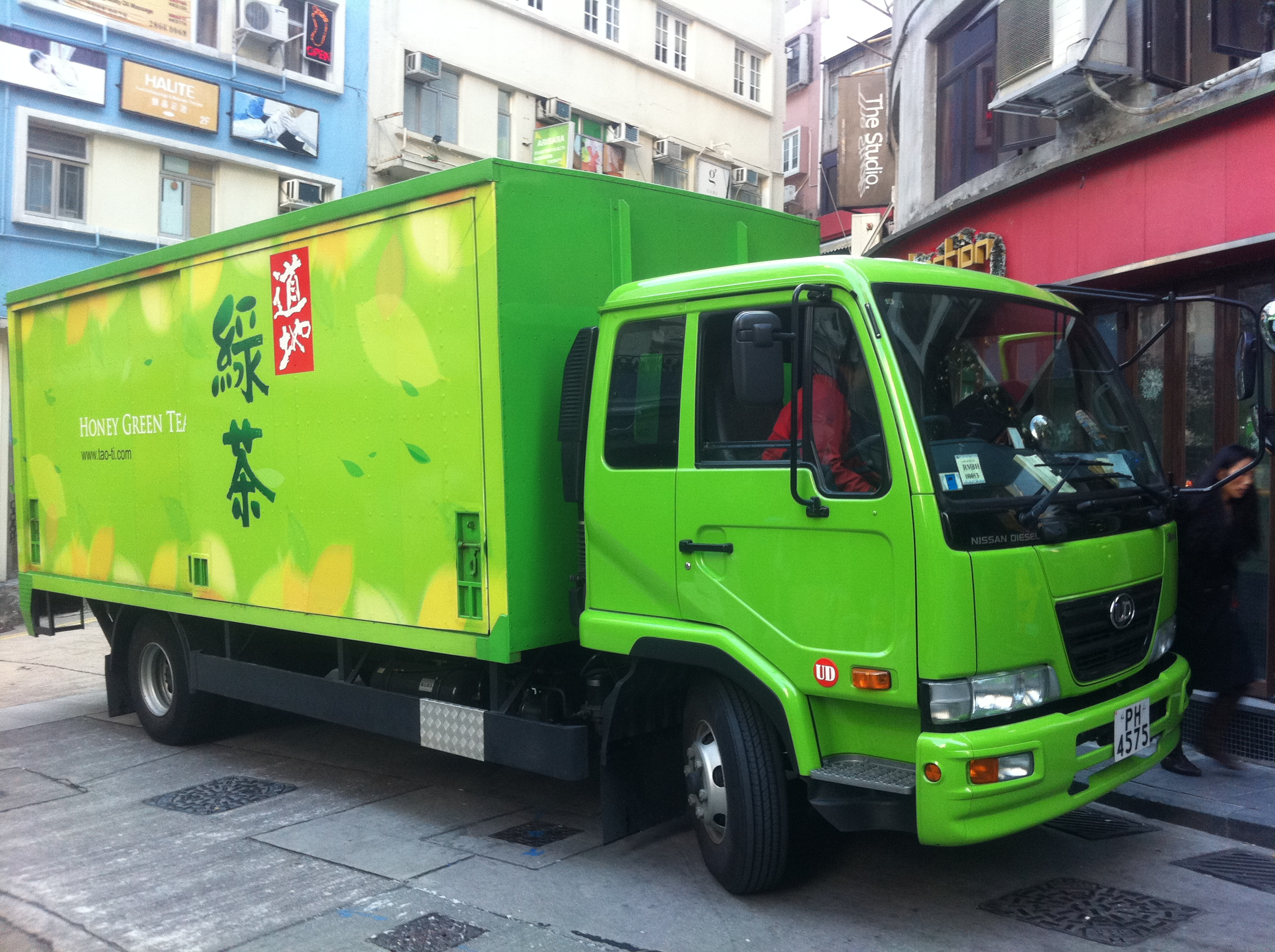
Nissan Diesel Condor 3 (1993-2011)
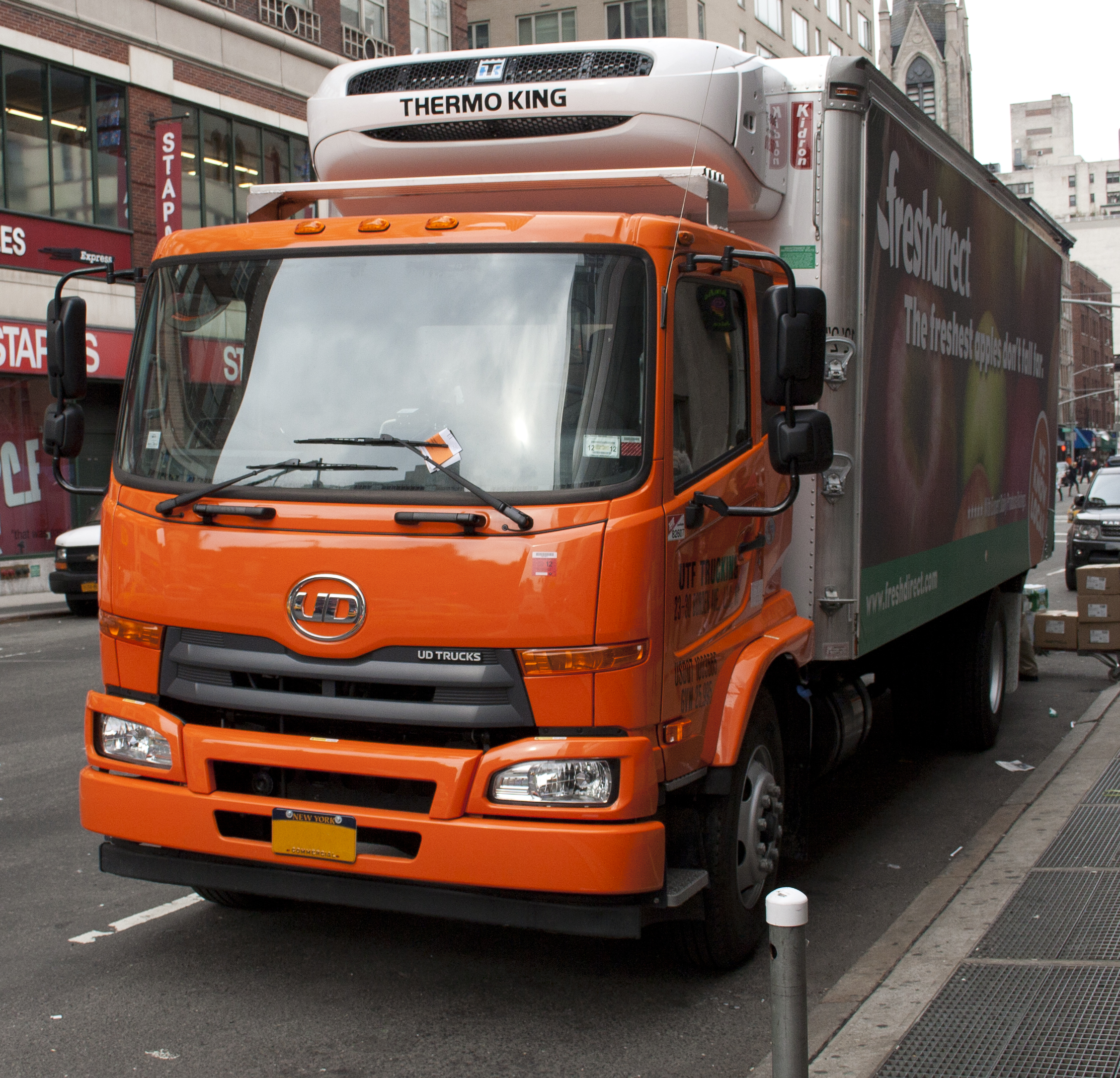
UD Condor (2010-2017)

Компактні моделі, що продавалися під маркою Nissan Diesel Condor і є ребрендингом Nissan Atlas.

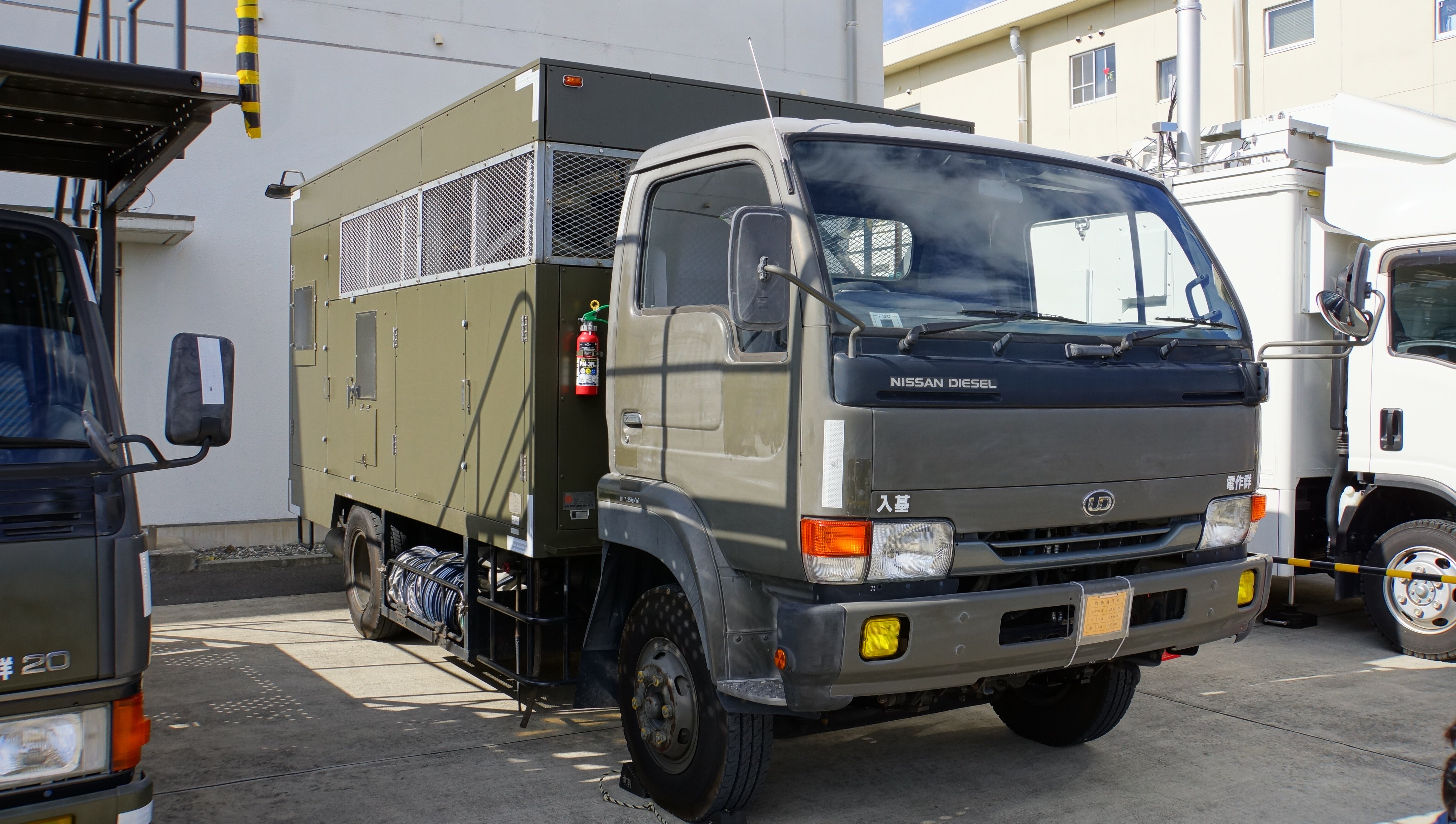
Nissan Diesel Condor S41
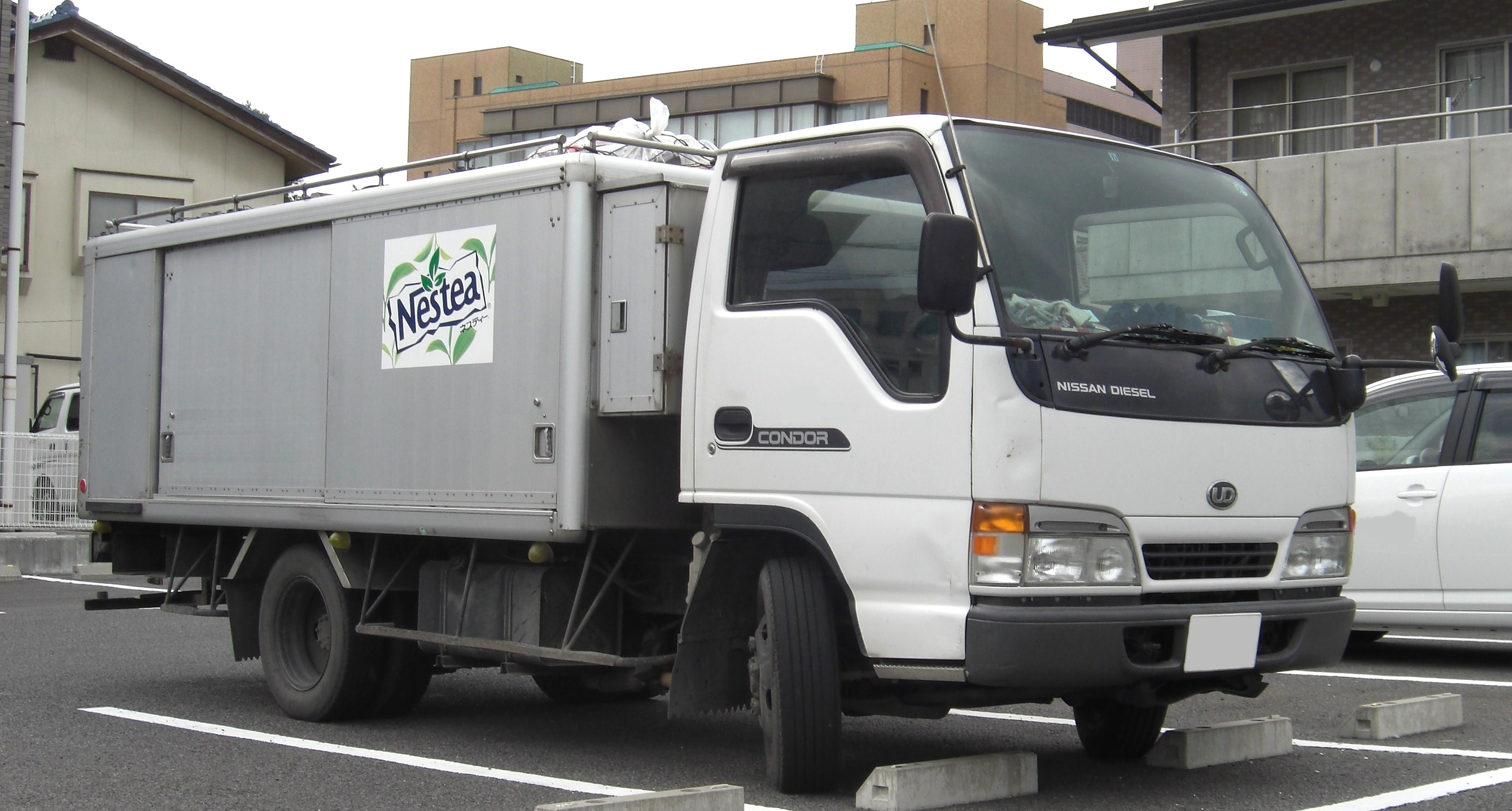
Nissan Diesel Condor 20/30/35
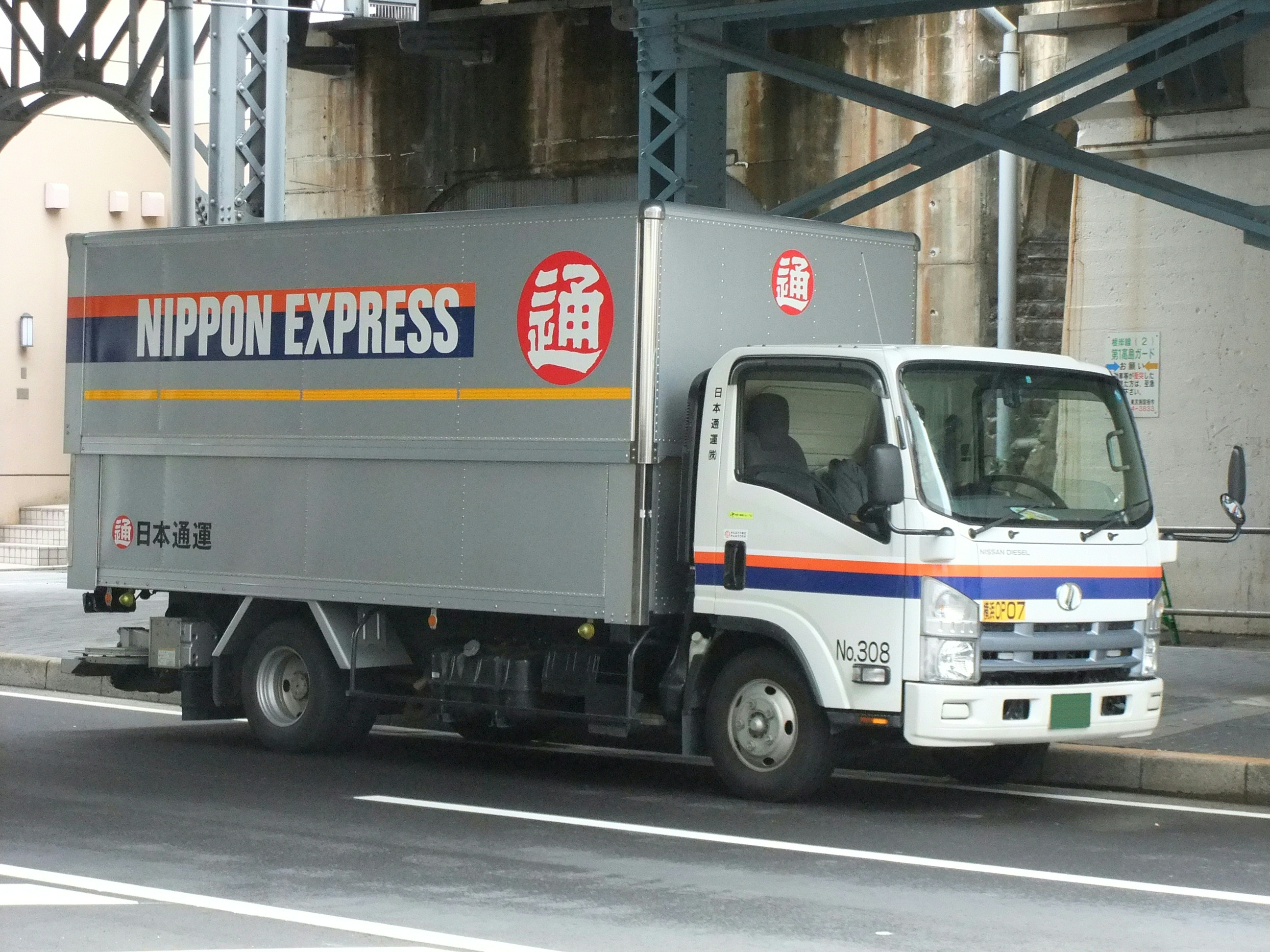
Nissan Diesel Condor R85

## Двигуни
- NE6
- NE6T
- FE6T
- FE6TA
- FE6TC
- FD6T
- ED6
- J08E
- D16K
- D12C
- 4HK1
- 6NX1
- GH7
- JO8C EH700
- HO7D
- EH500
- EH300